# دیوید کلاین
دیوید کلاین (انگلیسی: Dave Klein؛ زادهٔ دسامبر ۱۹۷۲) فیلم‌بردار اهل ایالات متحده آمریکا است.
از فیلم‌ها یا برنامه‌های تلویزیونی که وی در آن نقش داشته‌است می‌توان به پاساژگردها، فروشنده‌ها، فروشنده‌ها، قسمت دوم، به دنبال ایمی، قانون‌شکن و وضعیت قرمز، خون حقیقی و هوملند اشاره کرد.